# Goupillières (Eure)
Goupillières és un municipi francès situat al departament de l'Eure i a la regió de Normandia. L'any 2007 tenia 736 habitants.

## Demografia

### Població
El 2007 la població de fet de Goupillières era de 736 persones. Hi havia 285 famílies, de les quals 58 eren unipersonals (23 homes vivint sols i 35 dones vivint soles), 116 parelles sense fills, 96 parelles amb fills i 15 famílies monoparentals amb fills.
La població ha evolucionat segons el següent gràfic:
Habitants censats

### Habitatges
El 2007 hi havia 350 habitatges, 293 eren l'habitatge principal de la família, 40 eren segones residències i 17 estaven desocupats. 345 eren cases i 3 eren apartaments. Dels 293 habitatges principals, 262 estaven ocupats pels seus propietaris, 30 estaven llogats i ocupats pels llogaters i 1 estava cedit a títol gratuït; 10 tenien dues cambres, 45 en tenien tres, 88 en tenien quatre i 150 en tenien cinc o més. 249 habitatges disposaven pel capbaix d'una plaça de pàrquing. A 113 habitatges hi havia un automòbil i a 164 n'hi havia dos o més.

### Piràmide de població
La piràmide de població per edats i sexe el 2009 era:
| Homes | Edats   | Dones |
| ----- | ------- | ----- |
| 0     | 95 o +  | 0     |
| 0     | 90 a 94 | 0     |
| 0     | 85 a 89 | 0     |
| 0     | 80 a 84 | 4     |
| 4     | 75 a 79 | 12    |
| 8     | 70 a 74 | 16    |
| 28    | 65 a 69 | 16    |
| 20    | 60 a 64 | 36    |
| 20    | 55 a 59 | 20    |
| 24    | 50 a 54 | 20    |
| 36    | 45 a 49 | 28    |
| 12    | 40 a 44 | 36    |
| 32    | 35 a 39 | 12    |
| 16    | 30 a 34 | 24    |
| 20    | 25 a 29 | 24    |
| 8     | 20 a 24 | 12    |
| 28    | 15 a 19 | 32    |
| 28    | 10 a 14 | 16    |
| 12    | 5 a 9   | 20    |
| 24    | 0 a 4   | 24    |

## Economia
El 2007 la població en edat de treballar era de 485 persones, 362 eren actives i 123 eren inactives. De les 362 persones actives 332 estaven ocupades (180 homes i 152 dones) i 30 estaven aturades (11 homes i 19 dones). De les 123 persones inactives 55 estaven jubilades, 31 estaven estudiant i 37 estaven classificades com a «altres inactius».

### Ingressos
El 2009 a Goupillières hi havia 305 unitats fiscals que integraven 779 persones, la mediana anual d'ingressos fiscals per persona era de 20.158 €.

### Activitats econòmiques
Dels 19 establiments que hi havia el 2007, 1 era d'una empresa de fabricació d'altres productes industrials, 10 d'empreses de construcció, 4 d'empreses de comerç i reparació d'automòbils, 1 d'una empresa d'hostatgeria i restauració, 2 d'empreses de serveis i 1 d'una empresa classificada com a «altres activitats de serveis».
Dels 7 establiments de servei als particulars que hi havia el 2009, 1 era un paleta, 3 lampisteries, 2 electricistes i 1 empresa de construcció.
L'únic establiment comercial que hi havia el 2009 era una botiga de menys de 120 m².
L'any 2000 a Goupillières hi havia 20 explotacions agrícoles que ocupaven un total de 792 hectàrees.

## Equipaments sanitaris i escolars
El 2009 hi havia una escola elemental integrada dins d'un grup escolar amb les comunes properes formant una escola dispersa.

## Poblacions properes
El següent diagrama mostra les poblacions més properes.